# Tomopterna monticola
Tomopterna monticola är en groddjursart som först beskrevs av Fischer 1884.  Tomopterna monticola ingår i släktet Tomopterna och familjen Pyxicephalidae. Inga underarter finns listade i Catalogue of Life.